# Ciomas (Ciomas)
Ciomas is een bestuurslaag in het regentschap Bogor van de provincie West-Java, Indonesië. Ciomas telt 13.494 inwoners (volkstelling 2010).